# Ranoidea chloris
La raganella dagli occhi rossi o arancioni (Ranoidea chloris (Boulenger, 1892)), è una specie di raganella originaria dell'Australia orientale; compresa in un areale che va da nord di Sydney a Proserpine, nel nord del Queensland.

## Descrizione
La raganella dagli occhi rossi sul dorso è di verde brillante uniforme, talvolta con macchie gialle, e di un giallo brillante sul lato inferiore. I lati anteriori delle zampe anteriori e delle gambe sono verdi, mentre la parte sottostanti sono gialle o bianche. Le cosce possono essere blu / viola-blu / nero negli adulti. Gli occhi sono dorati al centro, per poi diventare rossi verso il bordo esterno; l'intensità del suddetto colore degli occhi è variabile tra le rane. Il timpano è visibile e una rana matura raggiunge una dimensione di 65 mm.
I girini sono generalmente grigi o marroni e possono avere pigmenti dorati lungo il lato.
Una specie simile, la Ranoidea xantheroma, si trova a nord di Proserpine e ha una colorazione arancione sulla parte posteriore delle cosce.

## Ecologia e comportamento
Questa specie di rana è associata alle foreste pluviali, alle foreste di sclerofille umide e ai boschi. Il loro verso è composto da lunghi e lamentosi suoni "aaa-rk", seguiti da trilli morbidi. I maschi chiamano le femmine, e in seguito all'accoppiamento l'allevamento delle uova avviene per lo più dopo la pioggia in stagni temporanei, fossati lungo la strada, dighe, stagni e ruscelli o torrenti in cui l'acqua non scorre.

## Come animale domestico
È tenuta come animale domestico. In Australia, questo animale può essere tenuto in cattività con apposita autorizzazione.

## Galleria d'immagini

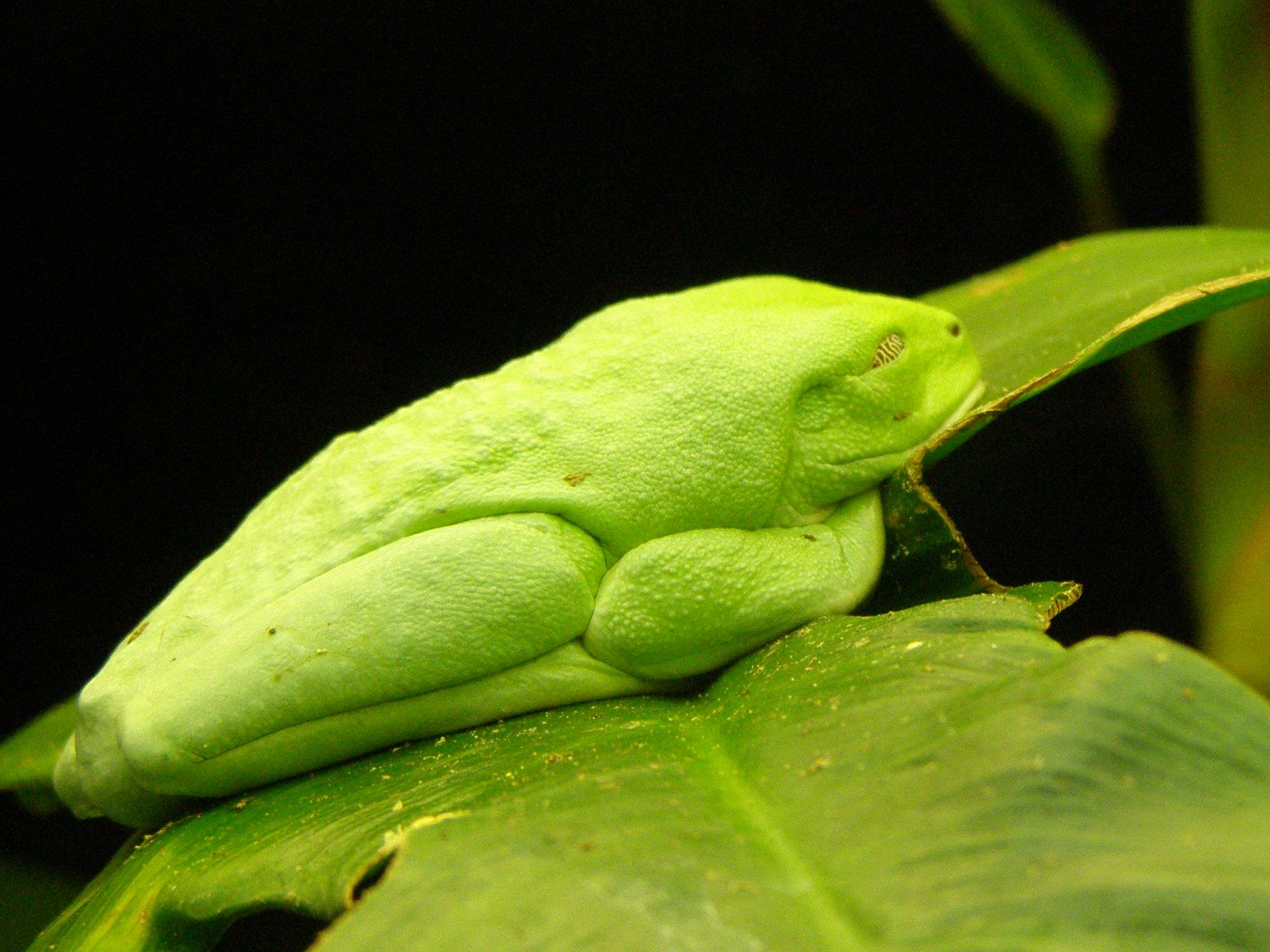
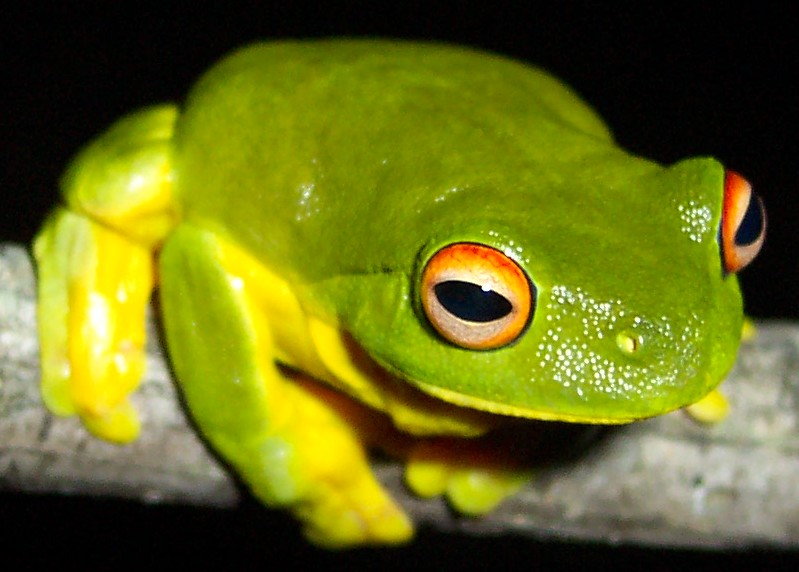
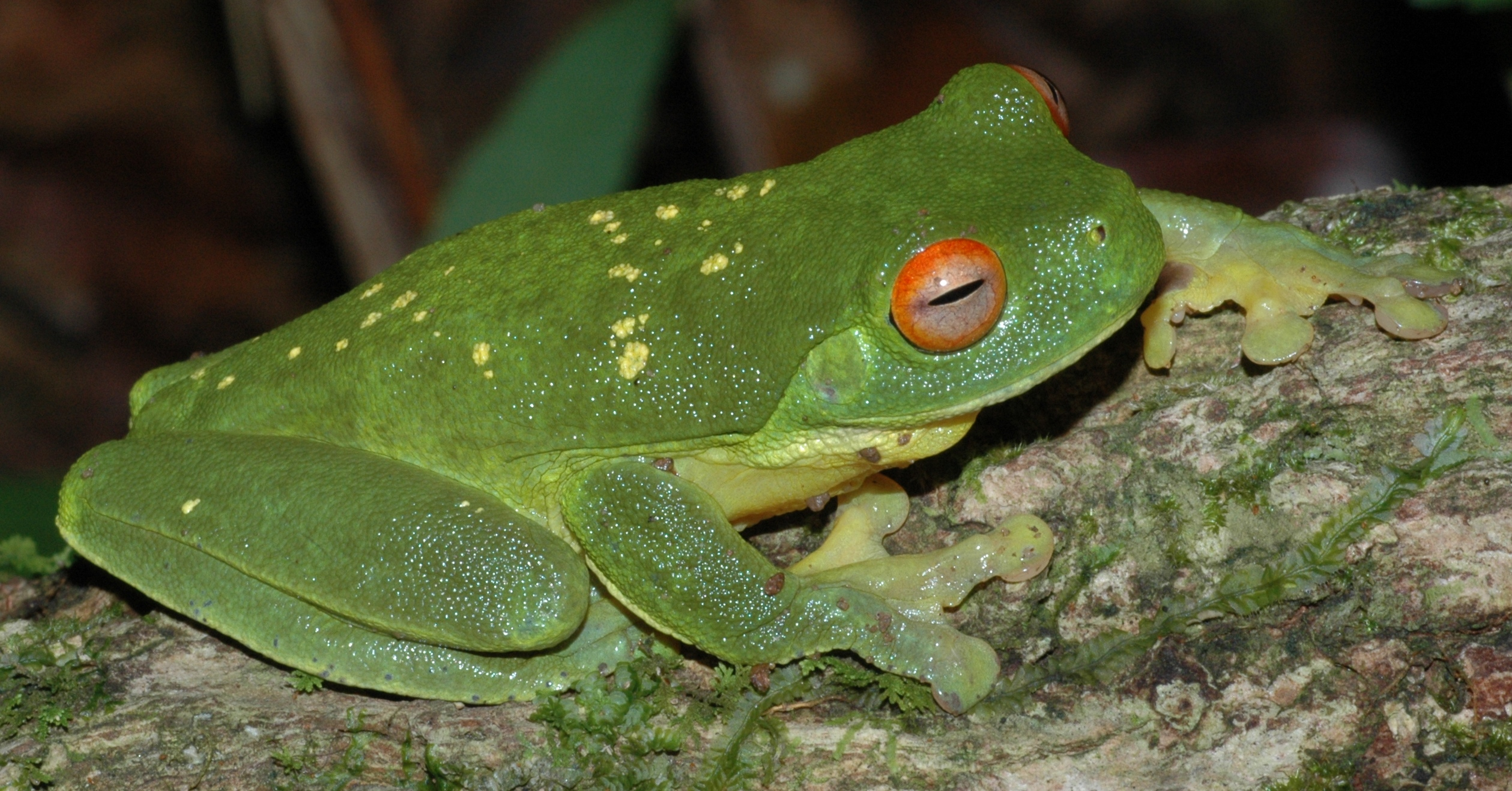